# Доклад Гарсии
Доклад Майкла Дж. Гарсии посвящён обвинениям в коррупции в мировом футболе, он был заказан ФИФА, мировым руководящим органом футбола, в июле 2012 года. Гарсия отправил результаты своего расследования ФИФА 5 сентября 2014 года.
Майкл Дж. Гарсия (Michael J. Garcia) был назначен руководителем следственной палаты комитета по этике ФИФА в июле 2012 года, в результате объявленных реформ по борьбе с коррупцией по инициативе президента ФИФА, Зеппа Блаттера.
Среди вопросов, исследованных Гарсией, будут выплаты средств ныне не существующей компании «International Sport and Leisure» старшим должностным лицам ФИФА. Другим аспектом будет процесс переговоров относительно права принять у себя чемпионаты мира по футболу 2018 и 2022 годов, которое в конечном итоге Исполнительным комитетом ФИФА было отдано России и Катару соответственно. Расследование Гарсии началось после истории «Sunday Times» о предложении в $ 1 млн для спонсирования катарской заявки на Кубка мира 2018, оно, якобы, было сделано на обеде в честь известных африканских игроков, организованном сыном бывшего члена Исполнительного комитета ФИФА перед ЧМ-2010. ФИФА запрещает претендентам на проведение турнира предлагать финансовые стимулы членам своего исполнительного комитета и их родственникам. Гарсия впоследствии расширил своё расследование на весь процесс переговоров по ЧМ-2018.
Расследование Гарсии позволяет ему требовать интервью с футбольными чиновниками, отказавшиеся привлекаются к дисциплинарной ответственности. Гарсия не смог взять интервью у Мохаммеда бин Хаммама (Mohammed bin Hammam), бывшего вице-президента ФИФА, так как Хаммам пожизненно отстранён от футбола. Расследование Гарсии распространяется исключительно на лиц, которые, возможно, нарушили кодекс этики ФИФА. Гарсия, как ожидается, назовёт в своём докладе лиц, которые отказались говорить с ним. Гарсия не имеет возможности вызвать в суд людей, чтобы поговорить с ними, он также не может требовать документы у интернет-провайдеров.